# Dust (filme de 2001)
Dust é um filme de 2001 dirigido por Milcho Manchevski dos gêneros drama e faroeste.

## Sinopse
Mudando periodicamente entre duas histórias paralelas, Dust inicia-se na atual cidade de Nova York com um jovem criminoso, Edge (Adrian Lester), sendo confrontado no ponto de arma por uma velha doente, Angela (Rosemary Murphy), cujo apartamento ele é tentado a arrombar. Enquanto ele aguarda uma oportunidade de escapar, ela fala em um conto sobre dois irmãos fora da lei, na virada do século XX, que viajam para Otto, controlado pelo homem Macedónia. Os dois irmãos têm má vontade transitória entre eles, e se afastou quando confrontado com uma bela mulher, Lilith (Anne Brochet).

## Elenco
- Joseph Fiennes ... Elijah
- David Wenham ... Luke
- Adrian Lester ... Edge
- Anne Brochet ... Lilith
- Nikolina Kujaca ... Neda
- Rosemary Murphy ... Angela
- Vlado Jovanovski ... Professor
- Salaetin Bilal ... The Major
- Vera Farmiga ... Amy
- Matt Ross ... Stitch
- Meg Gibson ... Bone
- Tamer Ibrahim ... Kemal
- Vladimir Jacev ... Spase
- Vladimir Gjorgjijoski ... Enver
- Zora Georgieva ... Maslina
- Jordan Simonov ... Iorgo
- Josif Josifovski ... Padre

## Recepção
No agregador de críticas Rotten Tomatoes, na pontuação onde a equipe do site categoriza as opiniões da grande mídia e da mídia independente apenas como positivas ou negativas, tem um índice de aprovação de 20% calculado com base em 15 comentários dos críticos. Por comparação, com as mesmas opiniões sendo calculadas usando uma média aritmética ponderada, a nota alcançada é 4/10.
Em outro agregador, o Metacritic, que calcula as notas das opiniões usando somente uma média aritmética ponderada de determinados veículos de comunicação em maior parte da grande mídia, tem uma pontuação de 41/100, alcançada com base em 9 avaliações da imprensa anexadas no site, com a indicação de "revisões mistas ou neutras".